# 초직관 논리
논리학에서 초직관 논리(超直觀論理, 영어: superintuitionistic logic) 또는 중간 논리(中間論理, 영어: intermediate logic)는 직관 논리보다는 더 강하지만, 고전 논리보다 더 약한 논리 체계이다.

## 정의
초직관 논리의 통사론적 체계 L은 다음의 조건을 만족하는 정식들의 집합으로 구성된다.
1. 직관 논리의 모든 공리들은 L에 속한다.
2. (전건 긍정의 형식에 대해 닫힘) P와 Q가 정식이며 P와 P→Q가 L에 속한다면, Q도 L에 속한다.
3. (치환에 대해 닫힘) 명제 변수 p, q, r, ...에 대하여 F(p, q, r, ...)가 L에 속하는 정식이고 G1, G2, G3, ...가 임의의 정식이라면, F(G1, G2, G3, ...)도 L에 속하는 정식이다.

## 예
초직관 논리는 직관 논리에서 특정한 공리를 추가하여 정의할 수 있다. 명제 논리인 초직관 논리의 예는 다음을 들 수 있다.
- 직관 논리(IPC): IPC
- 고전 논리학(CPC): IPC + p ∨ ¬p = IPC + ¬¬p → p = IPC + ((p → q) → p) → p (마지막 것은 퍼스의 법칙)
- 약한 배중률 논리학(얀코프 논리학 또는 드 모르간 논리학[1], KC): IPC + ¬p ∨ ¬¬p
- 괴델-더밋 논리학(LC, G): IPC + (p → q) ∨ (q → p)
- 크라이젤-퍼트넘 논리학(KP): IPC + (¬p → (q ∨ r)) → ((¬p → q) ∨ (¬p → r))
- 스콧 논리학 (SL): IPC + ((¬¬p → p) → (p ∨ ¬p)) → (¬¬p ∨ ¬p)
- 스메타니치 논리학(SmL): IPC + (¬q → p) → (((p → q) → p) → p)
- 유계 기수 논리학 (BCn): {\displaystyle \textstyle \mathbf {IPC} +\bigvee _{i=0}^{n}{\bigl (}\bigwedge _{j<i}p_{j}\to p_{i}{\bigr )}}
- 유계 폭(width) 논리학 또는 유계 반사슬 논리학(BWn, BAn): {\displaystyle \textstyle \mathbf {IPC} +\bigvee _{i=0}^{n}{\bigl (}\bigwedge _{j\neq i}p_{j}\to p_{i}{\bigr )}}
- 유계 깊이(depth) 논리학(BDn): IPC + pn ∨ (pn → (pn−1 ∨ (pn−1 → ... → (p2 ∨ (p2 → (p1 ∨ ¬p1)))...)))
- 유계 최대폭(top width) 논리학 (BTWn): {\displaystyle \textstyle \mathbf {IPC} +\bigvee _{i=0}^{n}{\bigl (}\bigwedge _{j<i}p_{j}\to \neg \neg p_{i}{\bigr )}}
- 유계 분지(branching) 논리학 (Tn, BBn): {\displaystyle \textstyle \mathbf {IPC} +\bigwedge _{i=0}^{n}{\bigl (}{\bigl (}p_{i}\to \bigvee _{j\neq i}p_{j}{\bigr )}\to \bigvee _{j\neq i}p_{j}{\bigr )}\to \bigvee _{i=0}^{n}p_{i}}
- 괴델 n치 논리학 (Gn): LC + BCn−1 = LC + BDn−1

이러한 초직관 논리들은 직관 논리를 최소 원소로, 고전 명제 논리를 최대 원소로 하는 유계 완비 격자를 형성한다. 또한 스메타니치 논리학(SmL)은 이런 초직관주의 논리학들의 격자에서 유일한 공원자(coatom)이다.

## 의미론

### 헤이팅 대수 의미론
초직관 논리의 명제들의 린덴바움-타르스키 대수는 헤이팅 대수를 이루며, 반대로 주어진 헤이팅 대수에 대하여, 이를 린덴바움-타르스키 대수로 하는 초직관 논리 이론을 정의할 수 있다. 따라서, 주어진 초직관 논리에 대하여, 적절한 성질을 만족시키는 헤이팅 대수를 사용하여 의미론을 정의할 수 있다.
만약 이 헤이팅 대수가 불 대수라면 이렇게 얻어지는 논리는 고전 논리이고, 반면 이 헤이팅 대수가 자유 헤이팅 대수라면 이렇게 얻어지는 논리는 직관 논리이다.

### 양상 논리와의 관계
초직관 논리는 양상 논리로 다음과 같이 번역할 수 있다. 이를 괴델-타르스키 번역(Gödel–Tarski translation)이라 한다.
- {\displaystyle T(p_{n})=\Box p_{n}}
- {\displaystyle T(\lnot A)=\Box \lnot T(A)}
- {\displaystyle T(A\land B)=T(A)\land T(B)}
- {\displaystyle T(A\lor B)=T(A)\lor T(B)}
- {\displaystyle T(A\to B)=\Box (T(A)\to T(B))}

M을 어떤 양상 논리 체계라 하자, 그러면, 이상의 번역에 의해,
- C(M) := {A | T(A) ∈ M}

은 어떤 초직관 논리 체계가 되는데, 이때 M을 C(M)의 양상 동반원(modal companion)이라 한다. 몇 가지 예로,
- IPC = C(S4)
- KC = C(S4.2)
- LC = C(S4.3)
- CPC = C(S5)

등이 있다. 이 대응은 유일하지 않을 수 있다. 즉, 어떤 초직관 논리에 대해 여러 양상 동반원이 있을 수 있다.

### 크립키 모형
양상 논리와 직관 논리와 마찬가지로, 초직관 명제 논리의 의미론 역시 크립키 모형으로 정의할 수 있다.